# Permosialis marmorata
Permosialis marmorata là một loài côn trùng trong họ Incertae Sedis (Neoptera) thuộc bộ Incertae Sedis (Neoptera). Loài này được Martynova miêu tả năm 1952.